# Колежма (село)
Ко́лежма — старинное поморское село в Беломорском районе Республики Карелия.

## Общие сведения

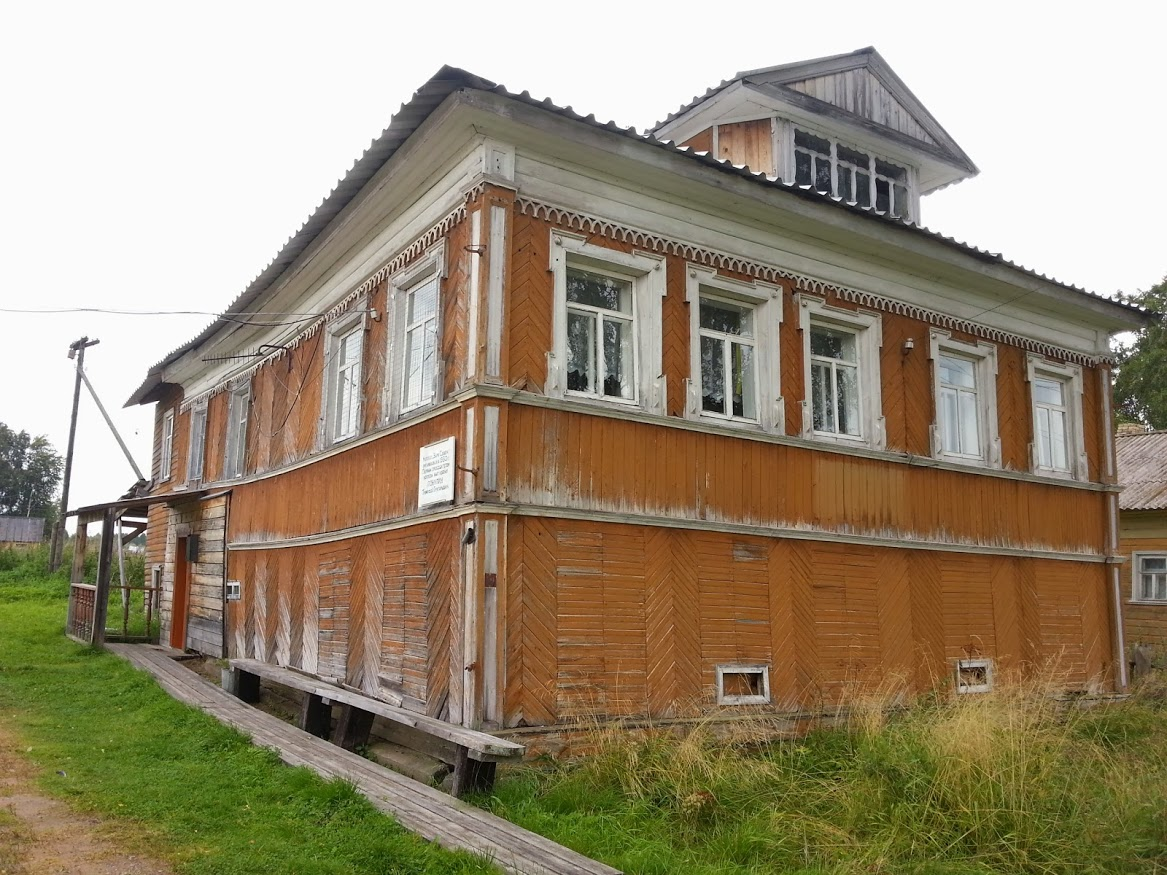
Село Колежма, контора рыболовецкого колхоза «Заря Севера»

Село расположено в устье реки Колежма на берегу Онежской губы Белого моря, в 30 километрах восточнее Сумского Посада. Южнее села, в 79 километрах восточнее города Беломорска, находится станция Колежма.
Рыболовство является основным занятием местного населения со времен основания села. В Колежме есть небольшой рыболовецкий порт. В советское время действовал рыболовецкий колхоз «Заря Севера», организованный в 1930 году. Первым председателем колхоза был Тимофей Григорьевич Пакулин .
В селе действует школа, фельдшерский пункт.

## История
Село возникло в XVI веке.
Вблизи села в XVI—XVIII веках действовал железоделательный оружейный завод Соловецкого монастыря — «Железная пустынь».
Волость Колежма находилась в восточной части Беломорской Карелии. Территория волости была ограничена: Белым морем с севера, Нюхчинской волостью с востока, Петровско-Ямской волостью с юга, Лапинской и Сумпосадской волостями с запада. В состав волости также входили несколько небольших островов в Белом море, таких как Мягостров. В состав волости входили населённые пункты: Колежма, Пертозеро, Руйга и Вирандозеро.
Волость Колежма была упразднена в 1920-е годы, а её территория вошла в состав нового поселкового совета Сорокского района.
В 1931—1919 годах постановлениями Карельского ЦИК в Колежме были закрыты часовня и церковь.

## Транспорт
Грунтовая дорога Сумской посад — Колежма. Раньше была грунтовая дорога от Вирандозера.

## Памятники истории
Сохраняется братская могила советских военных лётчиков Карельского фронта, погибших в годы Великой Отечественной войны. Скульптура воина на Братской могиле установлена в 1971 году. В конце 1970-х на могиле был установлен самолётный винт.
Установлен бюст Героя Социалистического труда, животновода Я. И. Юдина (1879—1954)

## Население
В 1907 году всё население волости было русским и насчитывало 1034 человека.
В 1926 году население поселкового совета Колежмы насчитывало 1168 человек, из них 1167 русских и один карел.
На 1996 год население села насчитывало 260 человек, большинство которых — потомки помор.
| 2002 | 2009 | 2010 | 2013 |
| ---- | ---- | ---- | ---- |
| 228  | ↘220 | ↘165 | ↘157 |